# Джемисин, Нора
Нора К. Джемисин (англ. Nora K. Jemisin; род. 19 сентября 1972 года, Айова-Сити, Айова, США) — американская писательница-фантаст и блогер. Обладательница премий «Локус», «Небьюла» и «Хьюго», причём последнюю награду она получала три года подряд.

## Биография
Родилась в Айова-Сити штат Айова. Детство  прошло в Нью-Йорке и Мобиле (Алабама). С 1990 по 1994 года обучалась в Тулейнском университете, получив степень бакалавра психологии. Окончила магистратуру Мэрилендского университета в Колледж-Парке. В настоящее время проживает в Нью-Йорке.
Карьеру писателя начала в 2002 году, написав несколько рассказов и романов. В 2010 году рассказ Норы «Non-Zero Probabilities» стал финалистом премий «Небьюла» и «Хьюго» в номинации «Лучший рассказ» .
Дебютный роман «Сто тысяч королевств» был номинирован в 2010 году на премию «Небьюла» в категории «Лучший роман». В 2011 году номинировался на премии: «Хьюго», «Всемирную премию фэнтези» и «Локус» (победа в номинации «За лучший дебютный роман»).
В 2016 году её роман «Пятое время года» из цикла «Расколотая земля» получил премию «Хьюго» за лучший роман. Продолжение цикла — роман «Врата обелиска» — стал победителем «Хьюго» в 2017 году. Третий роман в серии — «Каменные Небеса» — получил в 2018 году все три главные премии для авторов фантастических произведений: «Локус», «Небьюла» и «Хьюго».